# Tupistra longispica
Tupistra longispica är en sparrisväxtart som beskrevs av Y.Wan och X.H.Lu. Tupistra longispica ingår i släktet Tupistra och familjen sparrisväxter. Inga underarter finns listade i Catalogue of Life.